# Andrej Urek
Andrej Urek, priimek zapisan tudi kot Uregg, slovenski rimskokatoliški duhovnik, pesnik in šolnik, * 28. marec 1794, Kapele, † 6. december 1855, Škale.

## Življenje in delo
Rodil se je očetu Andreju starejšemu in materi Mariji (rojeni Balon). Gimnazijo je obiskoval v Celju (1810–1814), nato je v Celovcu študiral filozofijo (1814–1816) in bogoslovje (1816–1820) ter bil leta 1820 posvečen v duhovnika. Kot kaplan je služboval v Gornjem Gradu (1820–1821), v Čadramu (1821–1823), v Loki pri Zidanem Mostu (1823), v Pišecah (1824–1828) in Bistrici ob Sotli (1824–1828), nato kot župnik v Marija Širju (1828–1835), od 1835 do smrti pa kot župnik, dekan in okrajni šolski nadzornik v Škalah, kjer je leta 1839 zgradil novo šolo in se kot šolski nadzornik odločno zavzemal za pouk slovenščine in za izobrazbo narodnih učiteljev. Bil je prijatelj škofa Antona Martina Slomška, širitelj njegovih idej in njegov sodelavec zlasti pri šolskem prosvetnem delu. Leta 1848 je bil na volilni listi predlagan kot kandidat za državni zbor.
Urekove pesmi so spretno ustvarjene, nekaj jih je objavil Matija Ahacel v zbirki Pesme po Koroškem ino Štajerskem znane (Celovec 1833, ponatis 1838), kot so npr.: Mertvišče, Puščavnik in še nekatere. Posmrtno je bila objavljena pesem Nevarna pot (Drobtinice 1858).